# Комунига
Комунига е село в Южна България. То се намира в община Черноочене, област Кърджали.

## География
Село Комунига се намира в Източните Родопи, на надморска височина от приблизително 550 м. Релефът е планински, а климатът се характеризира с топло лято и студена зима. Близо до селото се намира връх Света Еленка, а на изток от него е разположен и връх Сток Петра. Селото е разположено на главен път, свързващ Асеновград /48 км северозападно/ и Кърджали.

## История
Комунига, едно от големите села в региона със своите 1500 жители. Според кмета близо 90 са заетите в местния цех на машиностроителното предприятие „Пневматика“. Отделно от това 90 сто от населението отглежда тютюн.

## Население
Численост и дял на етническите групи според преброяването на населението през 2011 г.:
|                     | Численост | Дял (в %) |
| Общо                | 1184      | 100,00    |
| Българи             | 21        | 1,77      |
| Турци               | 1111      | 93,83     |
| Цигани              | 0         | 0,00      |
| Други               | 0         | 0,00      |
| Не се самоопределят | 0         | 0,00      |
| Неотговорили        | 49        | 4,13      |

## Други
Остров Комунига край Антарктическия полуостров е наименуван на село Комунига.